# Ladislav Prokeš
Ladislav Prokeš (Praga, 7 de juny de 1884 – 9 de gener de 1966) fou un jugador d'escacs txecoslovac i un dels més prolífics compositors d'estudis de finals en escacs. Va obtenir el títol de Jutge Internacional per Composicions d'escacs el 1956, el primer any en què el títol fou adjudicat.

## Resultats destacats en competició
En la seva carrera com a jugador, va obtenir, en general, resultats discrets: va participar en el torneig internacional de Viena 1907, on quedà en l'última posició (campió:Jacques Mieses). El mateix any, a Brno, un torneig local, fou segon rere Frantisek Treybal. Al super-torneig de Praga, 1908, fou 16è (de 20) (campió:Carl Schlechter). A Bad Pistyan 1922 fou 16è (de 19) (campió: Iefim Bogoliúbov).
Prokeš va jugar a títol individual al torneig 1st FIDE Masters de la II Olimpíada d'escacs no oficial a Budapest, on va quedar en 15è lloc (de 16) (els campions ex aequo foren Ernst Grünfeld i Mario Monticelli). En competició per equips, va representar Txecoslovàquia a l'Olimpíada d'escacs de 1927, a l'Olimpíada d'escacs de 1928, i a l'Olimpíada d'escacs de 1930.

## Compositor d'estudis
Fou reconegut com un mestre en la composició d'estudis la solució dels quals sembla senzilla, però que són molt més complexos del que semblaven a primer cop d'ull. El 1951 va publicar una col·lecció de 623 dels seus estudis d'escacs a "Kniha šachových studií". Els seus, en total, 1.159 estudis de finals fan que consti a la base de dades de Harold van der Heijden, com el quart compositor d'aquesta mena de la història.
|   | a | b | c | d | e | f | g | h |   |
| 8 | c8 negres cavall · b6 blanques peó · c6 blanques cavall · e6 blanques peó · f6 negres rei · e4 blanques rei | c8 negres cavall · b6 blanques peó · c6 blanques cavall · e6 blanques peó · f6 negres rei · e4 blanques rei | c8 negres cavall · b6 blanques peó · c6 blanques cavall · e6 blanques peó · f6 negres rei · e4 blanques rei | c8 negres cavall · b6 blanques peó · c6 blanques cavall · e6 blanques peó · f6 negres rei · e4 blanques rei | c8 negres cavall · b6 blanques peó · c6 blanques cavall · e6 blanques peó · f6 negres rei · e4 blanques rei | c8 negres cavall · b6 blanques peó · c6 blanques cavall · e6 blanques peó · f6 negres rei · e4 blanques rei | c8 negres cavall · b6 blanques peó · c6 blanques cavall · e6 blanques peó · f6 negres rei · e4 blanques rei | c8 negres cavall · b6 blanques peó · c6 blanques cavall · e6 blanques peó · f6 negres rei · e4 blanques rei | 8 |
| 7 | c8 negres cavall · b6 blanques peó · c6 blanques cavall · e6 blanques peó · f6 negres rei · e4 blanques rei | c8 negres cavall · b6 blanques peó · c6 blanques cavall · e6 blanques peó · f6 negres rei · e4 blanques rei | c8 negres cavall · b6 blanques peó · c6 blanques cavall · e6 blanques peó · f6 negres rei · e4 blanques rei | c8 negres cavall · b6 blanques peó · c6 blanques cavall · e6 blanques peó · f6 negres rei · e4 blanques rei | c8 negres cavall · b6 blanques peó · c6 blanques cavall · e6 blanques peó · f6 negres rei · e4 blanques rei | c8 negres cavall · b6 blanques peó · c6 blanques cavall · e6 blanques peó · f6 negres rei · e4 blanques rei | c8 negres cavall · b6 blanques peó · c6 blanques cavall · e6 blanques peó · f6 negres rei · e4 blanques rei | c8 negres cavall · b6 blanques peó · c6 blanques cavall · e6 blanques peó · f6 negres rei · e4 blanques rei | 7 |
| 6 | c8 negres cavall · b6 blanques peó · c6 blanques cavall · e6 blanques peó · f6 negres rei · e4 blanques rei | c8 negres cavall · b6 blanques peó · c6 blanques cavall · e6 blanques peó · f6 negres rei · e4 blanques rei | c8 negres cavall · b6 blanques peó · c6 blanques cavall · e6 blanques peó · f6 negres rei · e4 blanques rei | c8 negres cavall · b6 blanques peó · c6 blanques cavall · e6 blanques peó · f6 negres rei · e4 blanques rei | c8 negres cavall · b6 blanques peó · c6 blanques cavall · e6 blanques peó · f6 negres rei · e4 blanques rei | c8 negres cavall · b6 blanques peó · c6 blanques cavall · e6 blanques peó · f6 negres rei · e4 blanques rei | c8 negres cavall · b6 blanques peó · c6 blanques cavall · e6 blanques peó · f6 negres rei · e4 blanques rei | c8 negres cavall · b6 blanques peó · c6 blanques cavall · e6 blanques peó · f6 negres rei · e4 blanques rei | 6 |
| 5 | c8 negres cavall · b6 blanques peó · c6 blanques cavall · e6 blanques peó · f6 negres rei · e4 blanques rei | c8 negres cavall · b6 blanques peó · c6 blanques cavall · e6 blanques peó · f6 negres rei · e4 blanques rei | c8 negres cavall · b6 blanques peó · c6 blanques cavall · e6 blanques peó · f6 negres rei · e4 blanques rei | c8 negres cavall · b6 blanques peó · c6 blanques cavall · e6 blanques peó · f6 negres rei · e4 blanques rei | c8 negres cavall · b6 blanques peó · c6 blanques cavall · e6 blanques peó · f6 negres rei · e4 blanques rei | c8 negres cavall · b6 blanques peó · c6 blanques cavall · e6 blanques peó · f6 negres rei · e4 blanques rei | c8 negres cavall · b6 blanques peó · c6 blanques cavall · e6 blanques peó · f6 negres rei · e4 blanques rei | c8 negres cavall · b6 blanques peó · c6 blanques cavall · e6 blanques peó · f6 negres rei · e4 blanques rei | 5 |
| 4 | c8 negres cavall · b6 blanques peó · c6 blanques cavall · e6 blanques peó · f6 negres rei · e4 blanques rei | c8 negres cavall · b6 blanques peó · c6 blanques cavall · e6 blanques peó · f6 negres rei · e4 blanques rei | c8 negres cavall · b6 blanques peó · c6 blanques cavall · e6 blanques peó · f6 negres rei · e4 blanques rei | c8 negres cavall · b6 blanques peó · c6 blanques cavall · e6 blanques peó · f6 negres rei · e4 blanques rei | c8 negres cavall · b6 blanques peó · c6 blanques cavall · e6 blanques peó · f6 negres rei · e4 blanques rei | c8 negres cavall · b6 blanques peó · c6 blanques cavall · e6 blanques peó · f6 negres rei · e4 blanques rei | c8 negres cavall · b6 blanques peó · c6 blanques cavall · e6 blanques peó · f6 negres rei · e4 blanques rei | c8 negres cavall · b6 blanques peó · c6 blanques cavall · e6 blanques peó · f6 negres rei · e4 blanques rei | 4 |
| 3 | c8 negres cavall · b6 blanques peó · c6 blanques cavall · e6 blanques peó · f6 negres rei · e4 blanques rei | c8 negres cavall · b6 blanques peó · c6 blanques cavall · e6 blanques peó · f6 negres rei · e4 blanques rei | c8 negres cavall · b6 blanques peó · c6 blanques cavall · e6 blanques peó · f6 negres rei · e4 blanques rei | c8 negres cavall · b6 blanques peó · c6 blanques cavall · e6 blanques peó · f6 negres rei · e4 blanques rei | c8 negres cavall · b6 blanques peó · c6 blanques cavall · e6 blanques peó · f6 negres rei · e4 blanques rei | c8 negres cavall · b6 blanques peó · c6 blanques cavall · e6 blanques peó · f6 negres rei · e4 blanques rei | c8 negres cavall · b6 blanques peó · c6 blanques cavall · e6 blanques peó · f6 negres rei · e4 blanques rei | c8 negres cavall · b6 blanques peó · c6 blanques cavall · e6 blanques peó · f6 negres rei · e4 blanques rei | 3 |
| 2 | c8 negres cavall · b6 blanques peó · c6 blanques cavall · e6 blanques peó · f6 negres rei · e4 blanques rei | c8 negres cavall · b6 blanques peó · c6 blanques cavall · e6 blanques peó · f6 negres rei · e4 blanques rei | c8 negres cavall · b6 blanques peó · c6 blanques cavall · e6 blanques peó · f6 negres rei · e4 blanques rei | c8 negres cavall · b6 blanques peó · c6 blanques cavall · e6 blanques peó · f6 negres rei · e4 blanques rei | c8 negres cavall · b6 blanques peó · c6 blanques cavall · e6 blanques peó · f6 negres rei · e4 blanques rei | c8 negres cavall · b6 blanques peó · c6 blanques cavall · e6 blanques peó · f6 negres rei · e4 blanques rei | c8 negres cavall · b6 blanques peó · c6 blanques cavall · e6 blanques peó · f6 negres rei · e4 blanques rei | c8 negres cavall · b6 blanques peó · c6 blanques cavall · e6 blanques peó · f6 negres rei · e4 blanques rei | 2 |
| 1 | c8 negres cavall · b6 blanques peó · c6 blanques cavall · e6 blanques peó · f6 negres rei · e4 blanques rei | c8 negres cavall · b6 blanques peó · c6 blanques cavall · e6 blanques peó · f6 negres rei · e4 blanques rei | c8 negres cavall · b6 blanques peó · c6 blanques cavall · e6 blanques peó · f6 negres rei · e4 blanques rei | c8 negres cavall · b6 blanques peó · c6 blanques cavall · e6 blanques peó · f6 negres rei · e4 blanques rei | c8 negres cavall · b6 blanques peó · c6 blanques cavall · e6 blanques peó · f6 negres rei · e4 blanques rei | c8 negres cavall · b6 blanques peó · c6 blanques cavall · e6 blanques peó · f6 negres rei · e4 blanques rei | c8 negres cavall · b6 blanques peó · c6 blanques cavall · e6 blanques peó · f6 negres rei · e4 blanques rei | c8 negres cavall · b6 blanques peó · c6 blanques cavall · e6 blanques peó · f6 negres rei · e4 blanques rei | 1 |
|   | a | b | c | d | e | f | g | h |   |

Solució:
1. b7 Cd6+

2. Rd4! (i no 2. Rd5? Cxb7 3.e7 Rf7 taules) Cxb7

3. Rd5 Rg7 3. ... Cc5 no serveix: 4. e7 Ca6 (especulant amb el doble de cavall a c7 en cas que les blanques coronin) 5. Rd6 Rf7 6. Cd8+ Re8 7. Ce6 (amenaçant Cg7+) Rf7 8. Cg7 Cc7 9. Rd7! Zugzwang Rf6 10.Ce8+ i finalment el canvi de cavalls decideix la partida a favor de les blanques, que controlen la casella de coronació amb el rei.

4. Cd8!! Cxd8

5. e7 I la coronació del peó és inevitable, guanyant la partida.